# 루츠 그라프 슈베린 폰 크로지크
슈베린 폰 크로지크 백작 요한 루트비히 "루츠"(독일어: Johann Ludwig "Lutz" Graf Schwerin von Krosigk, 1887년 8월 22일 ~ 1977년 3월 4일)는 독일의 법학자이자 정부 고위 관리이다.

## 생애
슈베린 폰 크로지크 백작 루츠는 1887년, 독일 안할트의 라트만스도르프 (Rathmannsdorf)에서 안할트의 오래된 귀족 가문의 아버지와 폰 슈베린 백작 ("그라프")의 딸인 어머니 사이에서 태어났다. 그는 할레 (Halle) 와 로잔, 그리고 옥스퍼드 대학에선 로즈 장학생으로서 법률과 정치학을 공부하였다. 제1차 세계 대전 당시에는 독일 육군으로 참전하였으며, 마침내 중위로 승진하고 철십자장을 수여받았다. 크로지크는 1918년, 에렌가르트 폰 플레텐베르크 (Ehrengard von Plettenberg) 남작 부인과 결혼하여 네 아들과 다섯 딸을 두었다. 그는 1922년, 베를린 중앙 정부 재무성에서 고위 정부 관료 (Oberregierungsrat) 가 되었고, 1929년에 행정 국장이 되었다.
1932년 프란츠 폰 파펜 내각에서 재무 장관에 올랐으며, 이후 쿠르트 폰 슐라이허 내각과 아돌프 히틀러 내각에서도 계속해서 재무장관으로 일했다. 1933년, 히틀러의 개입으로 나치당의 재정 전문가인 프리츠 라인하르트 (Fritz Reinhardt) 가 재무부 차관에 올라 실권을 잡았지만, 크로지크는 나치당을 비롯한 어떠한 당에도 가입하지 않은 채, 나치 독일 시대에 계속해서 재무장관직을 유지하였고, 정치 활동에 무관심하고 오로지 자신의 일만 하여 공식 석상에 모습을 드러내는 일이 거의 없었다.
제2차 세계 대전 막바지인 1945년 4월 히틀러가 자살한 뒤 베를린을 떠났고, 해군총사령관이었던 카를 되니츠의 플렌스부르크 정부의 구성원이 되었다. 크로지크는 이 정부에서 자신이 맡던 재무장관직 외에 외무장관도 겸했고, 히틀러의 후임 총리로 지명되었던 요제프 괴벨스가 자살하자 그의 후계를 이었다.
독일이 항복한 뒤인 1945년 5월 23일, 크로지크는 연합군에 체포되었고, 뉘른베르크 부속 재판에서 재무부의 책임자로서 반 유대인 재무 정책과 독일 군비 관여 여부로 징역 10년 판결을 받았으나, 특사로 1951년에 석방되었다. 전후에는 여러 권의 경제 서적과 회고록을 펴냈으며, 1977년 에센에서 사망하였다.

## 저서
- Es geschah in Deutschland, 1951
- Die große Zeit des Feuers - Der Weg der deutschen Industrie, 3 volumes, 1959
- Alles auf Wagnis - der Kaufmann gestern, heute und morgen, 1963
- Persönliche Erinnerungen, memoirs, 3 volumes, 1974
- Staatsbankrott (Studie über die deutsche Finanzpolitik von 1920 bis 1945), 1975
- Memoiren (short version of Persönliche Erinnerungen), 1977